# Technical Ecstasy
Technical Ecstasy sedmi je studijski album britanskog heavy metal-sastava Black Sabbath. Diskografska kuća Vertigo Records objavila ga je u listopadu 1976. Podijelio je kritičare, ali je ostvario uspjeh na tržištu dosegavši 13. mjesto na britanskoj ljestvici albuma i 51. mjesto na američkoj ljestvici Billboard 200, a 1997. Udruženje diskografske industrije Amerike nagradilo je skupinu zlatnom nakladom za više od 500 000 prodanih primjeraka tog uratka.
Budući da je sastav eksperimentirao s glazbenim stilovima, uradak sadrži više raznovrsnih i složenih pjesama od prijašnjih albuma i istaknutije klavijaturske dionice. Pop-balada „It's Alright”, koju pjeva bubnjar Bill Ward, prva je pjesma grupe koju nije pjevao pjevač Ozzy Osbourne.

## Snimanje
Poslije pravnih bitki koje su se odvijale u vrijeme snimanja albuma Sabotage, skupina je odlučila snimiti Technical Ecstasy u Criteria Studiosu u Miamiju i nastavila se odvajati od mračnih tema koje su prožimale njezine ranije radove. „Neki su možda čuli sastav 1970.”, izjavio je gitarist Tony Iommi, „i pomislili: 'Joj, ne, opet oni!' Ali da nas čuju danas, možda bismo im se i svidjeli.”
U izdanju časopisa Guitar World objavljenu u srpnju 2001. Dan Epstein napisao je: „Rad na albumu stvarno je opuštao sve osim Iommija, koji je nadgledao produkciju dok su se ostali sunčali na plaži.” Iommi je u razgovoru s istim časopisom 1992. komentirao: „Album smo snimili u Miamiju i nitko se nije želio posvetiti produkciji. Nitko nije želio pozvati nekoga izvana da nam pomogne i nitko nije želio da se cijeli sastav bavvi produkcijom. I zato su sve ostavili meni!”
U bilješkama priloženim uz koncertni album Reunion iz 1998. Phil Alexander napisao je da, dok je sastav s mukom pokušavao dovršiti album, „rock je stvorio novu vrstu ikonoklasta među kojima su bili Sex Pistolsi, the Clash i the Damned [...]. Sabbath odjednom nije više bio siguran u svoj glazbeni stil i proglasili su ga lanjskim snijegom.” Godine 2014. basist Geezer Butler u razgovoru s časopisom Uncut osvrnuo se na to doba: „Nije bilo kako je danas. Heavy metal-sastavi objavljuju heavy metal-albume. Tada ste trebali makar pokušati slijediti trendove. Punk je tada bio stvarno popularan i činilo nam se da je naše vrijeme na izmaku.”
Skupini je okolnosti otežavalo i to što je Don Arden, njezin menadžer, više vremena posvećivao Electric Light Orchestri, svojoj drugoj grupi, koja je s albumom Face the Music iz 1975. prvi put ušla u prvih deset mjesta na američkoj ljestvici albuma. Iommijeva odluka da Black Sabbath odvede u novom smjeru neki su ocijenili nepromišljenom; Mick Wall u knjizi Black Sabbath: Symptom of the Universe komentirao je da su, premda su budući uspješni albumi soft rocka Hotel California i Rumours bili na vidiku, „pokušaji da se taj zvuk nametne Black Sabbathu bili kao da na oklop navlačite vunu. To nije išlo i nikome nije odgovaralo.”
Pjevač Ozzy Osbourne u svojoj je autobiografiji priznao da je u to doba razmišljao o tome da napusti skupinu. „Čak sam napravio i majicu na kojoj je pisalo 'Blizzard of Ozz'. Za to je vrijeme u studiju Tony [Iommi] stalno govorio: 'Moramo zvučati kao Foreigner.' 'Moramo zvučati kao Queen.' Mislio sam da je čudno to što sastavi na koje smo nekoć utjecali sad utječu na nas.” Osbourne je također napisao da su troškovi snimanja u Miamiju bili „astronomski” visoki i da su ga tijekom rada na albumu „potpuno smele cuga i droga”, zbog čega je poslije povratka u Englesku otišao u sanatorij Stafford County Asylum.
„Taj je album bio početak kraja”, rekao je Butler u intervjuu s Guitar Worldom 2001. „Bili smo menadžeri sami sebi jer se ni u koga nismo mogli pouzdati. Svi su nas pokušavali opljačkati, čak i odvjetnici koje smo unajmili da nas izvuku iz pravnih začkoljica. Sve nas je to jako pogađalo i nismo znali što činimo. I glazba je očito propatila zbog toga, u zraku se osjećalo kako se sve raspada.”
Dok je grupa snimala album, sastav Eagles snimao je album Hotel California u obližnjem studiju. „Prije početka snimanja morali smo izvući sav kokain iz miksete”, rekao je Butler. „Mislim da su u mikseti ostavili otprilike pola kile kokaina.” Eaglesi su nekoliko puta morali prekinuti snimanje jer je Black Sabbath bio preglasan i zvuk je prodirao kroz zidove.

## Pjesme
Sastav se na Technical Ecstasyju okušavao u novim glazbenim stilovima. U usporedbi sa skladbama na prijašnjim uradcima pjesme na Technical Ecstasyju raznovrsnije su, složenije i iskićenije te redovito sadrže studijske efekte i sintesajzerske dionice. U osvrtu za AllMusic Greg Prato napisao je: „Skupina se sve više odvajala od svojeg prvog glazbenog stila i počela je eksperimentirati sa svojim tipičnim muljevitim zvukom metala.” Kao primjere glazbenih pokusa navodi funkom nadahnutu pjesmu „All Moving Parts (Stand Still)” i melodičnu Wardovu skladbu „It's Alright”. Ta je pjesma prva u povijesti skupine koju nije pjevao Osbourne; uspoređuje se s radom Paula McCartneyja i Badfingera i jedna je od kontroverznijih pjesama sastava. Doprinos klavijaturista Geralda Woodroffea albumu „bio je neočekivan” premda Steven Rosen iz časopisa Sounds smatra da „samo pruža podršku”. Dodao je da „novi sintesajzerski hropot zvuči lijepo” i da „će ga obožavatelji Sabbatha bez problema prihvatiti dokle god bude samo podrška”.
Butler je izjavio da je Technical Ecstasy reakcija na punk. Glazbeni novinar Michael Hann osporio je tu tvrdnju izjavivši da je uradak snimljen u lipnju 1976. te da je sastav ili bio „nekoliko koraka ispred svih ili je Butler u krivu”. Ward je 2021. izjavio da se na uratku skupina pokazivala „koliko vješto svira punk i prog” i dodao je da se divi punku jer i sam „potječe iz nasilnog sastava”. Rekao je i da skupina nikad nije snimala glazbu kako bi se dodvorila određenoj sceni ili publici. S obzirom na to da je Iommi bio jedini član sastava koji je odlučno želio raditi na albumu, Peter Watts iz časopisa Uncut komentirao je da na uratku prevladava „zvuk Tonyja Iommija prepuštena samom sebi, ali kojeg u isto vrijeme vuku u različitim smjerovima”. Dodao je da se na uratku spajaju osobine svih prijašnjih albuma skupine.
Stihovi pjesama na albumu pokrivaju različite teme. Iommi je izjavio da je „Dirty Women” o „prostitutkama” koje je Butler vidio na Floridi. „All Moving Parts (Stand Still)” govori o „transvestitkinji koja postane predsjednica SAD-a”. Butler je izjavio da je tu pjesmu potaknulo to što je „u to doba Amerika bila stvarno puna ženomrzaca” i da je donekle nadahnuta Margaret Thatcher.
Skupina je slijedila primjer prethodnih dvaju albuma i nastavila je eksperimentirati s klavijaturama i sintesajzerima. Sama glazba nema toliko mračan prizvuk i manje je tipična za sastav, pogotovo kad je riječ o baladama „It's Alright” i „She's Gone”.
Pjesmu „It's Alright”, nadahnutu glazbom Beatlesa, napisao je bubnjar Bill Ward, a skupina ga je potaknula da je i otpjeva. Osbourne mu je pohvalio izvedbu i komentirao je: „Bill ima odličan glas i stvarno mi je bilo drago što je imao čast [pjevati].” Ta je pjesma objavljena kao singl jer se skupina, prema Iommijevim riječima, „htjela što više probiti” i „pojaviti na tržištu singlova”. Pjesmu je naknadno uživo obradio Guns N' Roses, a snimka izvedbe uvrštena je na album Live Era '87–'93. Također se pojavila u filmu Nekako smiješna priča.

## Omot albuma
Omot je izradio kolektiv Hipgnosis. Osbourne je jednom izjavio da prikazuje „dva robota koji se ševe na pokretnim stubama”. Godine 1979. Storm Thorgerson, kojemu je u izradi ilustracije pomagao grafički dizajner George Hardie, ovako je komentirao omot u razgovoru s časopisom Zoom:

Jako nam se sviđa taj omot. Technical Ecstasy, naslov djela, više me poticao na razmišljanje o ekstazi nego o nečemu tehničkom i odmah mi je na pamet pala ekstaza u seksualnom smislu: neka vrsta strojnog snošaja, što bi bilo komplicirano prikazati. Potom sam razmišljao o ekstazi kao zaljubljenosti koja možda pogađa za kraćeg susreta na pokretnim stubama – a kako je bila „tehnička”, zamislio sam dva robota [...]. Bilo je stvarno jednostavno – ženskom je liku samo nacrtao krivulje, a muškom je dao oštre, uglaste, mačo-crte. Zapravo je to jako seksistički i stereotipno. Uglavnom, to je ljubav na prvi pogled, ali pomislio sam da roboti ne bi to činili onako kako to čine ljudi, pa se umjesto toga špricaju lubrikantom.

## Turneja
Na europskoj turneji kojom je skupina 1977. podržavala album predgrupa joj je bio AC/DC. Basist Butler i Malcolm Young, gitarist AC/DC-ja, nisu bili u dobrim odnosima. Graham Wright, Wardov tehničar za bubnjeve i David Tangye, Osbourneov pomoćnik, izjavili su da se Butleru i Youngu zaoštrio odnos nakon koncerta u Švicarskoj. Kad je Butler u hotelskom baru izvadio sklopivi češalj iz džepa i otvorio ga, Young je pomislio da je izvukao nož skakavac i da ga je uperio u njega. U biografiji o Bonu Scottu Highway to Hell: The Life and Times of AC/DC Legend Bon Scott Clinton Walker izjavio je da Black Sabbath poslije 1976. „više nije bio u naponu snage” i da je AC/DC-ju „malo nedostajalo da ga zbaci s pozornice”. Dodao je da je „zloupotreba opijata sve više uzimala maha” u toj skupini. Wright i Tangye također su komentirali da je Ward tijekom turneje putovao od koncerta do koncerta u unajmljenu Winnebagovu vozilu zbog straha od letenja.
Osbourne je nakratko napustio sastav poslije te turneje. Premda se naknadno ponovno priključio Black Sabbathu za vrijeme snimanja idućeg albuma Never Say Die!, u skupini ga je privremeno zamijenio Dave Walker, bivši pjevač Savoy Browna. Skupina je napisala nekoliko pjesama s Walkerom, a s njim je uživo u BBC-jevu programu Look Hear izvela i ranu inačicu pjesme „Junior's Eyes”.

## Recenzije
| Recenzije                     | Recenzije |
| Izvor                         | Ocjena    |
| ----------------------------- | --------- |
| AllMusic                      | [ 9 ]     |
| Encyclopedia of Popular Music | [ 25 ]    |
| The Great Rock Discography    | 5/10      |
| The Rolling Stone Album Guide | [ 27 ]    |
| Spin Alternative Record Guide | 2/10      |

Uradak je podijelio kritičare. U bilješkama na albumu Reunion Phil Alexander napisao je: „Premda danas odani Sabovi obožavatelji opravdavaju neke smione pothvate na Technical Ecstasyju, bilo je to zbunjeno djelo koje je ipak doseglo 13. mjesto u UK-u, ali je mlohavo zauzelo 52. mjesto na američkoj ljestvici.” Godine 2001. Guitar World bio je manje naklonjen uratku izjavivši da je vjerojatno „najmanje cijenjen uradak izvorne postave” i da je sastav „pokušao provući svoj zvuk kroz nekoliko različitih filtara, ali ni s jednim nije bio poglavito uspješan”. Pjesmu „Rock 'N' Roll Doctor” proglasio je „lošom imitacijom Kissa”, a „It's Alright” opisao je kao „ispodprosječnu pop-baladu u stilu Paula McCartneyja”. Godine 2013. časopis Mojo komentirao je da je Black Sabbath na uratku „pokušavao snimiti odrasli rock-album primjeren radiju koji katkad funkcionira”, ali „to uglavnom nije slučaj; pjesme kao 'Back Street Kids', 'Rock 'N' Roll Doctor' i 'Dirty Women' oslanjaju se na otrcane rock-obrasce koji ne pristaju [skupini]”. Slična je stava i Greg Prato u osvrtu za AllMusic, koji je napisao da „nije na razini Sabbathovih izvrsnih prvih pet izdanja”, ali je pohvalio pjesme „Dirty Women”, „All Moving Parts (Stand Still)” i „bijesnu uvodnu pjesmu” „Back Street Kids”.
U knjizi The Great Rock Discography (2006.) Martin C. Strong kritizirao je „nepromišljene eksperimente” na albumu i komentirao je da je bio „početak kraja”. U The Rolling Stone Album Guideu (2004.) Technical Ecstasy opisuje se kao „Sabbathov album iz sedamdesetih koji se najrjeđe može naći u zbirci ljubitelja hard rocka”. Iznosi se i stajalište da „nije grozan, ali dođe vam da se zapitate sjeća li ga se ijedan član skupine. Je li to neuspjeli pokušaj krađe novca koji je boogie rockom zaradio i u kojem se valjao Ted Nugent? Je li im jednostavno ponestalo energije? Gitara Tonyja Iommija jedina je ostala živa [na tom albumu]” U svojem osvrtu za Uncut Watts je napisao da se sastav pokušao promijeniti s dolaskom punka i da je „ishod neujednačen”. U Spin Alternative Record Guideu (1995.) Rob Michaels smatra ga daleko lošijim od ostalih albuma skupine i dodao je: „Iako bi se besciljno izdrkavanje na klavijaturima možda moglo smatrati tehničkim, ekstazu doživljavaju samo oni koji će se omotom albuma služiti za izvlačenje sjemenki iz marice.”
Godine 1992. Iommi je u razgovoru s Guitar Worldom izjavio: „Ljubiteljima Black Sabbatha uglavnom se ne sviđa Technical Ecstasy. Stvarno smo bili u bezizglednoj situaciji. Da se nismo promijenili, govorili bi da smo staromodni. Pokušali smo pristupiti [albumu] malo više tehnički i jednostavno nije funkcioniralo.”
U članku za Consequence Jon Hadusek izjavio je da se Black Sabbath na tom uratku „promijenio, ali ne nabolje” i dodao je: „S jedne su strane pjesme postale složenije, iskićenije i zvučno raznolikije, što je sasvim u redu. Ali Iommi, producent tog albuma, sve je to nespretno odradio. Umjesto da zvuče progresivno, ti eksperimenti stvaraju jak dojam da je skupina izgubila doticaj s onim što ju je činilo odličnom. Studijski efekti i sintesajzer često nadvladaju bas i gitaru.” Nick Ruskell u osvrtu za Kerrang! tvrdi da je „zapravo stvarno dobar” usprkos tome što je poznat kao prvi album Black Sabbatha s „pukotinama”, ali je svejedno dodao da mu manjka „ukusna, napušena bluesa” s prvih triju albuma sastava i „kreativnosti potaknute kokainom” idućih triju. Eduardo Rivadavia nazvao ga je „smionim, ali neuspjelim pokušajem sazrijevanja i istraživanja novih glazbenih stilova” u osvrtu za Ultimate Classic Rock i komentirao je da bi se mogao usporediti sa Sabbath Bloody Sabbathom (1973.) da „nisu neupečatljive pjesme one koje pokušavaju ostvariti te nove ciljeve”. Classic Rock tvrdi da je riječ o prvom albumu na kojem je skupina „posrnula” i da su pjesme kao „Back Street Kids” „otrcane”, ali je ipak komentirao da na uratku ima i nekoliko odličnih pjesama, primjerice „Dirty Women” i „It's Alright”. U članku za The Guardian Michael Hann napisao je da pjesma „Back Street Kids” možda podržava Butlerovu tvrdnju da je album reakcija na punk, ali da je ostatak albuma „kaotičan”.

## Popis pjesama
Sve su pjesme napisali članovi Black Sabbatha (Geezer Butler, Tony Iommi, Ozzy Osbourne i Bill Ward).
| 1. | »Back Street Kids«    | 3:47 |
| 2. | »You Won't Change Me« | 6:42 |
| 3. | »It's Alright«        | 4:04 |
| 4. | »Gypsy«               | 5:14 |

| 1.    | »All Moving Parts (Stand Still)« | 5:07 |
| 2.    | »Rock 'n' Roll Doctor«           | 3:30 |
| 3.    | »She's Gone«                     | 4:58 |
| 4.    | »Dirty Women«                    | 7:13 |
| 40:35 |                                  |      |

## Zasluge
| Black Sabbath - Tony Iommi – gitara; miksanje, mastering - Ozzy Osbourne – vokal (osim na pjesmi „It's Alright”) - Geezer Butler – bas-gitara - Bill Ward – bubnjevi; vokal (na pjesmi „It's Alright”) Dodatni glazbenici - Gerald Woodroffe – klavijatura, dodatni aranžmani - Mike Lewis – aranžman za gudaća glazbala (na pjesmi „She's Gone”) | Ostalo osoblje - Robin Black – inženjer zvuka, miksanje - Spock Wall – pomoćni inženjer zvuka - Bob Hata – mastering - Hipgnosis – dizajn omota - George Hardie – dizajn robota na omotu - Richard Manning – crtež - Colin Elgie – dizajn unutarnjeg dijela omota |

## Ljestvice
| Ljestvica (1976.)            | Najviša pozicija |
| ---------------------------- | ---------------- |
| Kanada                       | 38.              |
| Švedska (Sverigetopplistan)  | 33.              |
| SAD (Billboard 200)          | 51.              |
| Ujedinjeno Kraljevstvo (OCC) | 13.              |